# Edgefield (Carolina del Sur)
Edgefield es un pueblo ubicado en el Condado de Edgefield en el estado estadounidense de Carolina del Sur. Es sede del condado homónimo. El pueblo en el año 2000 tiene una población de 4.449 habitantes en una superficie de 10.7 km², con una densidad poblacional de 422.5 personas por km².  En el censo de 2010, la población ascendía a 4 750 personas.Sin embargo, en el censo de 2020, la población quedó reducida a menos de la mitad, a 2 322 habitantes.
Edgefield forma parte de la aglomeración urbana de Augusta.

## Geografía
Edgefield se encuentra ubicado en las coordenadas 33°47′13″N 81°55′40″O / 33.78694, -81.92778. Según la Oficina del Censo, el pueblo tiene un área total de 10,7 km² (4,1 mi²), de la cual 10,5 km² (4,1 mi²) es tierra y 0,2 km² (0,1 mi²) (1.93%) es agua.

## Demografía
En el 2000 la renta per cápita promedia del hogar era de 24 977 dólares, y el ingreso promedio para una familia era de 30 721 dólares. El ingreso per cápita para la localidad era de 8 125 dólares. En 2000 los hombres tenían un ingreso per cápita de 25 478 dólares frente a los 23 462 dólares para las mujeres. Alrededor del 25.0 % de la población estaba bajo el umbral de pobreza nacional. 
En 2020, la composición racial de la población de Edgefield era la siguiente: afroamericanos, 52'58 %; blancos, 41'73 %; asiáticos, 0'6 %; nativos americanos, 0'22 %. El 3'36 % se identificaban con dos o más razas y el 1'51 % eran hispanos de cualquier raza.

## Gobierno
El Condado de Edgefield tiene la distinción de ser el lugar de residencia de los gobernadores de Carolina del Sur:

### Gobernadores
Andrew Pickens, II 1816-1818
George McDuffie 1834-1836
Pierce Mason Butler 1836-1838
James H. Hammond 1842-1844
Francis W. Pickens 1860-1862
Milledge L. Bonham 1862-64
John C. Sheppard July-Dec.1886
Benjamin R. Tillman 1890-1894
John Gray Evans 1894-1896
James Strom Thurmond 1947-1951 

### Tenientes de Gobernador
Eldred Simkins 1812-1814
John C. Sheppard 1884-1886 
W.H. Timmerman 1893-1896 
James Hammond Tillman 1901-1903 
James O. Sheppard 1932-1934